# Idaea purpureovittata
Idaea purpureovittata là một loài bướm đêm trong họ Geometridae.